# Arnaldo Fusinato
Arnaldo Fusinato, född 25 november 1817 i Schio, död 28 december 1888 i Rom, var en italiensk författare. Han var gift med Erminia Fuà Fusinato.
Fusinato deltog som kapten för en frikår i Första italienska frihetskriget och var bland annat med i slagen vid Vallarsa och Vicenza. Samtidigt författade han som redskap i samma strid mot österrikarna kvicka och mycket populära satirer som Il canto degli insorti och Il passatore di Forlimpopuli. Han ungdomsstudier i Padua inspirerade andra, lika uppskattade satirer över modenycker och sociala problem såsom Lo studente di Padova och La donna romantica. Fusinatos Poesie complete utgavs 1914.